# 波琳·拜恩斯
波琳·戴安娜·拜恩斯（英語：Pauline Diana Baynes，1922年9月9日—2008年8月1日）是英國的插畫家，她為超過一百本書繪製插圖，其中包括C·S·路易斯和J·R·R·托爾金的著作。

## 生平及工作
波琳·拜恩斯1922年出生於英國薩塞克斯郡的霍夫，後來她在印度長大，五歲時搬到法納姆居住，最初在一所修道院學校接受教育，給她留下了許多不愉快的記憶。隨後在坎伯利的Beaufront女子寄宿學校上學，後來她回憶當時最喜歡的學科就是藝術。
15歲後，拜恩斯在斯萊德藝術學院學習。
二戰爆發期間，拜恩斯為海軍工作。1949年，拜恩斯為托爾金的作品《海門的農夫賈爾斯》一書繪製插畫。此外她陸續為托爾金的多本作品繪製插圖及封面，包括中土大陸的地圖。在拜恩斯未出版的日記中，描述了她和托爾金的合作關係曾經充滿緊張過，因為對方「非常不合作」，但在一次碰面時，托爾金為他的「拖拖拉拉」而道歉，且「充滿問候與親暱」，「看到地圖後非常高興」。
她最著名的工作是為C·S·路易斯的奇幻文學《納尼亞傳奇》系列七本書籍繪製插圖。
2008年8月1日，波琳·拜恩斯去世，享年85歲。

## 個人生活
波琳·拜恩斯於1961年和德國出生的弗里茨·奧託·加什（Fritz Otto Gash）結婚，他們居住在法納姆附近的一個村莊，直到加什在1988年去世。

## 外部連結
- Pauline Baynes tribute site （页面存档备份，存于）
- 網路推理小說資料庫上的Pauline Baynes
- Pauline Baynes在国会图书馆管理局的纪录，有79条目录ue纪录
- 波琳·拜恩斯在互联网电影资料库（IMDb）上的資料（英文）
- 訃告 （页面存档备份，存于），2008年8月6日《獨立報》
- 訃告（页面存档备份，存于），2008年8月6日《衛報》
- 訃告，2008年8月6日《泰晤士報》 （页面存档备份，存于）